# Erythrodiplax clitella
Erythrodiplax clitella ist eine Libellenart aus der Unterfamilie Sympetrinae. Sie wurde 1942 durch Borror in seiner Revision der Gattung beschrieben und in die Basalis-Gruppe eingeordnet. Die Art kommt an der Küste Venezuelas vor. Es gibt einen weiteren Fund aus dem Norden Chiles, der aber bereits 1942 von Borror angezweifelt wurde. Mit dem Artnamen clitella spielt er auf die Form der weiß bestäubten Fläche auf dem Hinterleib der erwachsenen Männchen an.

## Merkmale
Der bei den Männchen zwischen 17,0 und 20,0 Millimeter und bei den Weibchen zwischen 16,0 und 17,0 Millimeter lange Hinterleib (Abdomen) ist bei beiden Geschlechtern anfangs hellbraun und in der Region des Kiels dunkler. Seitlich findet sich ein angedeuteter Streifen, der allerdings in den vorderen Teilen der Segmente drei bis fünf unterbrochen ist. Auf den Segmenten sieben bis neun ist der Streifen etwas stärker ausgeprägt als im restlichen Verlauf. Auf dem achten und neunten Segment gesellt sich dazu noch ein dorsaler Streifen. Die Hinterleibsanhänge sind wie auch das zehnte Segment braun. Der Thorax ist ebenso wie die Beine gelb und braun gemustert. Das Gesicht ist bräunlich mit einem leichten metallisch blauen Schimmer. Mit dem Alter ändert sich diese Farbgebung. So wird der Hinterleib samt Hinterleibsanhängen braun bis schwarz und die Segmente vier bis sieben, plus ein Teil des dritten bedecken sich mit einem staubähnlichen bläulichen Weiß. Auch der Thorax färbt sich am Rücken bräunlich schwarz, während er seitlich eine dunkelgrüne, mit schwarzen Markierungen versehene Musterung annimmt. Im Gesicht setzt sich der blaue Schimmer durch und nimmt eine schwarzblaue Färbung an. Die Flügel sind, bis auf einen kleinen gelblichen (Jungtiere) bis braunschwarzen Fleck an der Basis durchsichtig. Selten ist auch die Flügelspitze leicht bräunlich angelaufen. Die Länge der Hinterflügel misst bei den männlichen Tieren zwischen 21,0 und 24,0 Millimeter; bei den weiblichen zwischen 20,5 und 21,0 Millimeter. Das Flügelmal (Pterostigma) ist um die 2,8 Millimeter groß.

## Ähnliche Arten
Der Art besonders ähnlich ist Erythrodiplax melanorubra und Erythrodiplax fusca, wobei eine sichere Unterscheidung nur auf Grund der Penisstruktur vorgenommen werden kann. Die etwas flachere Stirnpartie von E. clitella kann aber als Indiz herangezogen werden. Ein weiteres deutliches Indiz ist die staubähnliche Hinterleibszeichnung. Bei den Weibchen kommt zu den bereits genannten Arten noch Erythrodiplax basalis hinzu. Auch hier ist eine Trennung fast nur auf Basis des Aufbaus der Geschlechtsorgane möglich.